# Red Towers

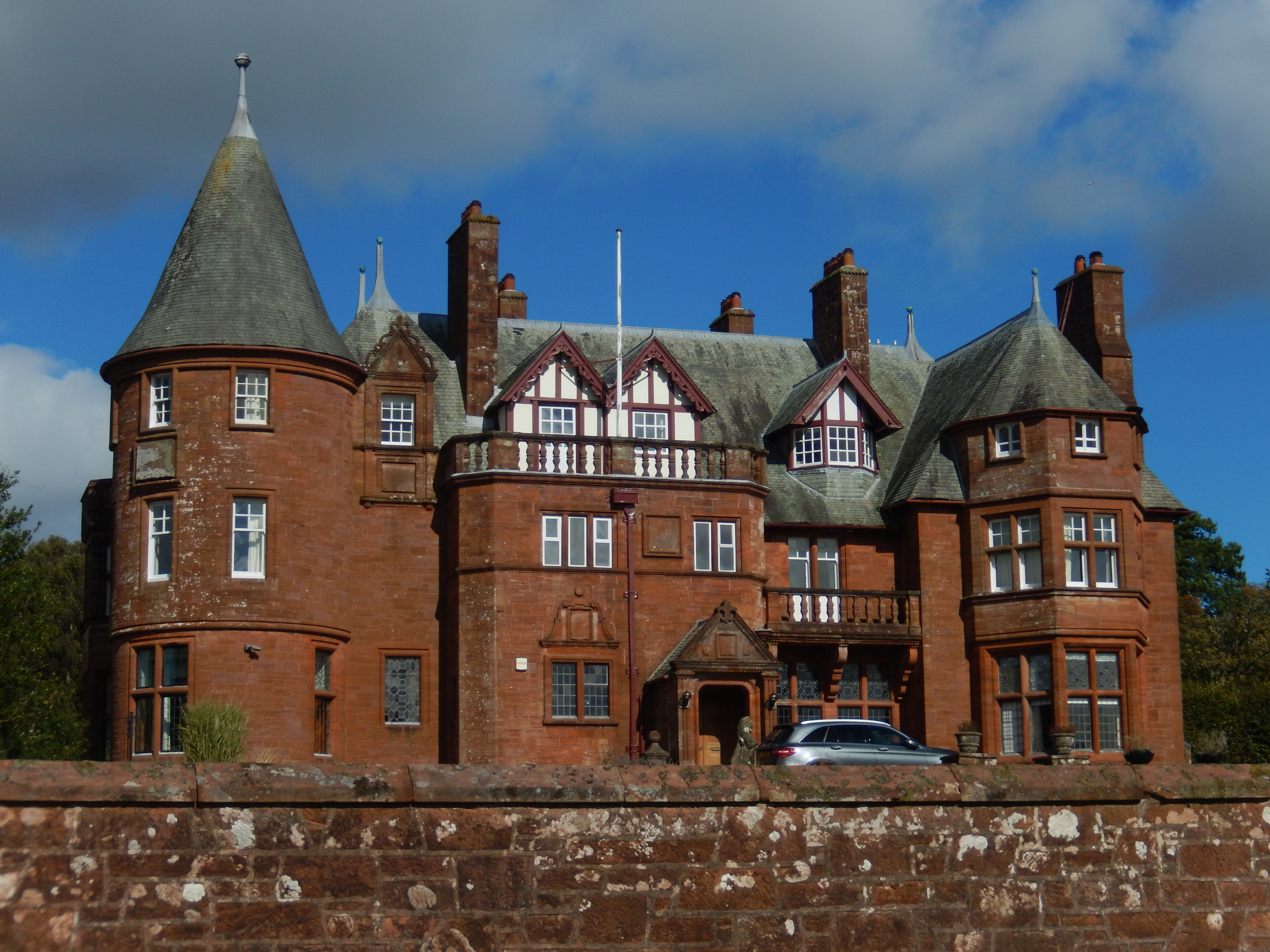
Red Towers

Red Towers ist eine Villa in der schottischen Stadt Helensburgh in der Council Area Argyll and Bute. Das Gebäude befindet sich in der Upper Colquhoun Street im Norden der Stadt. 1971 wurde die Villa in die schottischen Denkmallisten in der höchsten Kategorie A aufgenommen.

## Geschichte
Bauherr der Red Towers war der Kaufmann James Allan. Als Architekt war William Leiper, der auch weitere Villen in Helensburgh entwarf, für die Planung verantwortlich. Die Arbeiten wurden im Jahre 1898 abgeschlossen. Später wurde in dem Gebäude einen Altenpflegestätte eingerichtet, wozu geringfügigen Veränderungen an der Gebäuderückseite vorgenommen werden mussten. Heute ist in den Red Towers eine Drogenentzugseinrichtung untergebracht.

## Beschreibung
Red Towers ist auch wegen seines Standorts an einer erhabenen Position ein markantes Bauwerk in Helensburgh. Es weist architektonische Merkmale französischer Renaissanceschlösser auf, während andere Motive der traditionellen schottischen Architektur des 17. Jahrhunderts oder den Entwürfen des englischen Architekten Richard Norman Shaw entlehnt sind. Red Towers weist einen L-förmigen Grundriss auf. Die Fassaden bestehen aus rotem Sandstein. Alle Fenster und Eingangstüren sind mit Sandsteinfaschen abgesetzt. Die Dächer sind mit grauen oder grünen Schieferschindeln gedeckt.